# Феррейра, Франсиско
Франсиско Феррейра Кольменеро (исп. Francisco Ferreira Colmenero), более известный как Пачи Феррейра (исп. Patxi Ferreira; 22 мая 1967, Сауселье, Испания) — испанский футболист, выступавший на позиции защитника. В настоящее время — ассистент главного тренера испанского клуба «Реал Вальядолид».

## Клубная карьера
свою карьеру Пачи начал в футбольном клубе «Атлетик Бильбао». В 1984 году стал игроком «Бильбао Атлетика», сыграл в 76 матчах и забил 10 мячей. Также в этот период играл и за «Атлетик» где провёл 73 матча и забил 7 голов. Феррейра перешёл из «Атлетик» в «Атлетико», за который сыграл 118 матчей.
На правах аренды Пачи провёл в «Севильи». Феррейра сменил «Атлетико» на «Валенсию» в 1995. 1997 — Пачи Феррейра вернулся в «Атлетик», проведя ещё 67 матчей.
Последней команды Пачи стал «Райо Вальекано». В Возрасте 34 года завершил карьеру игрока.

## Карьера за сборную
За основную сборную дебютировал в матче против Югославии в сентябре 1988. Провёл за свою страну два матча.

## Тренерская карьера
В июле 2012 года вошёл в тренерский штаб Гаиска Гаритано. В 2015 году вместе с главный тренером «Эйбара» покинул свой пост. После назначения Гаритано на пост главного тренера футбольного куба «Реал Вальядолид», занял должность помощника.

## Достижения
«Атлетик Бильбао»
- Суперкубок Испании по футболу (1): 1984
- Кубок Испании по футболу (2): 1991, 1992

Испания до 20
- Серебряный призёр Юношеского чемпионата Мира 1985